# Adam Pangh
Adam Pangh (geboren 1679 in Aachen; gestorben 15. April 1728) war ein deutscher Zisterzienser-Abt des Klosters Heisterbach.

## Leben
Adam Pangh legte die Profess 1699 ab, seine Primiz feierte er 1704. In den Jahren 1708 bis 1728 war er Pfarrer in Neustadt (Wied), das der pfarrlichen Betreuung durch das Kloster Heisterbach unterstand. Nach dem Tod des Vorgängerabts Ferdinand Hartmann wurde er im März 1728 zum neuen Abt des Klosters Heisterbach gewählt. Seine Benediktion erlebte er wohl nicht mehr, da er bereits am 15. April 1728 starb. Ihm im Amt folgte Engelbert Schmitz.